# Женская сборная Сербии и Черногории по волейболу
Женская национальная сборная Сербии и Черногории по волейболу (до 2003 — женская сборная Югославии по волейболу) (серб. Женска одбојкашка репрезентација Jугославиjе, серб. Женска одбојкашка репрезентација Србије и Црне Горе) — до 2003 представляла на международных соревнованиях по волейболу Союзную Республику Югославию, а в 2003—2006 — Государственный Союз Сербии и Черногории. Управляющей организацией выступал Волейбольный союз Югославии, в 2003 переименованный в Волейбольный союз Сербии и Черногории.

## История
После распада в 1992 году Социалистической Федеративной Республики Югославия две входившие в её состав республики — Сербия и Черногория — провозгласили создание Союзной Республики Югославия. В том же году против неё были объявлены международные санкции в связи с событиями на территории распавшегося государства и югославские спортсмены на три года были отстранены от участия в международных соревнованиях.
Женская сборная Союзной Республики Югославия в официальных матчах дебютировала лишь в мае 1998 года, приняв участие в квалификационном турнире чемпионата Европы. В связи в отсутствием мирового рейтинга югославские волейболистки были включены лишь в категорию В, то есть отобраться в финальный турнир Евро-1999 возможности не имели. В дебютном матче сборная Югославии 28 мая 1998 на своём поле уступила сборной Словакии со счётом 1:3. Всего же в восьми проведённых матчах югославки выиграли лишь дважды и потерпели 6 поражений, заняв в своей группе 4-е (предпоследнее) место.
Отборочный турнир чемпионата Европы 2001 сборная Югославии провела также в категории В, но уже с бо́льшим успехом, первенствовав в своей группе и перейдя в категорию А евроквалификации.
В 2001 году югославские волейболистки приняли участие в квалификации чемпионата мира 2002, но уступили единственную путёвку от своей группы сборной Польши.
В 2002 году национальную команду возглавил Зоран Терзич. Именно под его руководством начался неуклонный подъём результатов сборной Сербии и Черногории, как стала называться с 2003 сборная Югославии после реорганизации Союзной Республики Югославия в Государственный Союз Сербии и Черногории. Уверенно пройдя отборочный турнир чемпионата Европы 2003, команда впервые приняла участие в финальном турнире европейского континентального первенства, прошедшего в Турции. Проиграв в первом же матче соревнований российским волейболисткам 1:3, в дальнейшем сербо-черногорская дружина одержала одну победу и трижды проиграла, поделив в итоге 9—10-е места со сборной Украины.
Чемпионат Европы 2005 команда Сербии и Черногории завершила на 7-м месте, победив в заключительном матче турнира своих принципиальных соперниц из Хорватии со счётом 3:0.
В квалификации чемпионата мира 2006 из-за невысокого рейтинга сборная Сербии и Черногории вынуждена была пройти все стадии отбора, начиная с самого первого раунда, но это не помешало команде уверенно преодолеть все барьеры на пути к дебюту в мировом первенстве. На прошедшем же в ноябре 2006 года в Японии чемпионате мира сборная Сербии и Черногории произвела настоящую сенсацию, завоевав бронзовые награды. В полуфинале турнира сербки (волейболисток из Черногории в составе не было) уступили бразильским волейболисткам 1:3, а в матче за 3-е место уверенно со счётом 3:0 переиграли сборную Италии, ещё носившую на тот момент звание чемпионок мира. Практически весь турнир команда Сербии и Черногории под руководством Зорана Терзича провела неизменной стартовой семёркой: связующая Мая Огненович, центральные блокирующие Наташа Крсманович, Весна Читакович, нападающие Елена Николич, Ивана Джерисило, Аня Спасоевич и либеро Сузана Чебич.
Следует заметить, что бронзовые медалистки Мундиаля-2006 представляли уже не существующее государство, так как Государственный Союз Сербии и Черногории 5 июня того же года прекратил своё существование. Все волейболистки сборной с 2007 стали выступать под флагом Сербии.

## Результаты выступлений и составы

### Олимпийские игры
В Олимпийских волейбольных турнирах сборная Сербии и Черногории участия не принимала.

### Чемпионаты мира
- 1994 — не участвовала
- 1998 — не участвовала
- 2002 — не квалифицировалась
- 2006 —  3-е место

- 2006: Елена Николич, Александра Ранкович, Ивана Джерисило, Наташа Крсманович, Йована Бракочевич, Брижитка Молнар, Йована Весович, Мая Огненович, Весна Читакович, Мая Симанич, Аня Спасоевич, Сузана Чебич. Тренер — Зоран Терзич.

### Гран-при
В розыгрышах Гран-при 1993—2006 сборная Сербии и Черногории участия не принимала. 
- 2007 — не квалифицировалась

### Чемпионаты Европы
- 1993 — не участвовала
- 1995 — не участвовала
- 1997 — не участвовала
- 1999 — не квалифицировалась
- 2001 — не квалифицировалась
- 2003 — 9—10-е место
- 2005 — 7-е место

- 2003: Саня Старович, Александра Ранкович, Ивана Джерисило, Весна Томашевич, Светлана Илич, Ивана Крджич, Мира Голубович, Александра Милославлевич, Елена Николич, Мая Симанич, Аня Спасоевич, Мая Илич. Тренер — Зоран Терзич.
- 2005: Саня Старович, Марина Вуйович, Весна Читакович, Елена Николич, Александра Ранкович, Ивана Джерисило, Брижитка Молнар, Аня Спасоевич, Мая Огненович, Мая Симанич, Наташа Крсманович, Александра Аврамович. Тренер — Зоран Терзич.

### Кубок весны
Женская сборная Союзной Республики Югославия в 2001 году стала победителем традиционного международного турнира Кубок весны (Spring Cup), который ежегодно (с 1962 для мужских и с 1973 для женских сборных команд) проводился по инициативе федераций волейбола западноевропейских стран.

## Фотогалерея

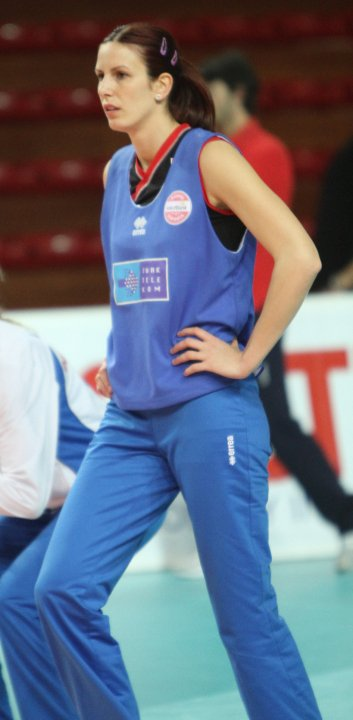
Елена Николич
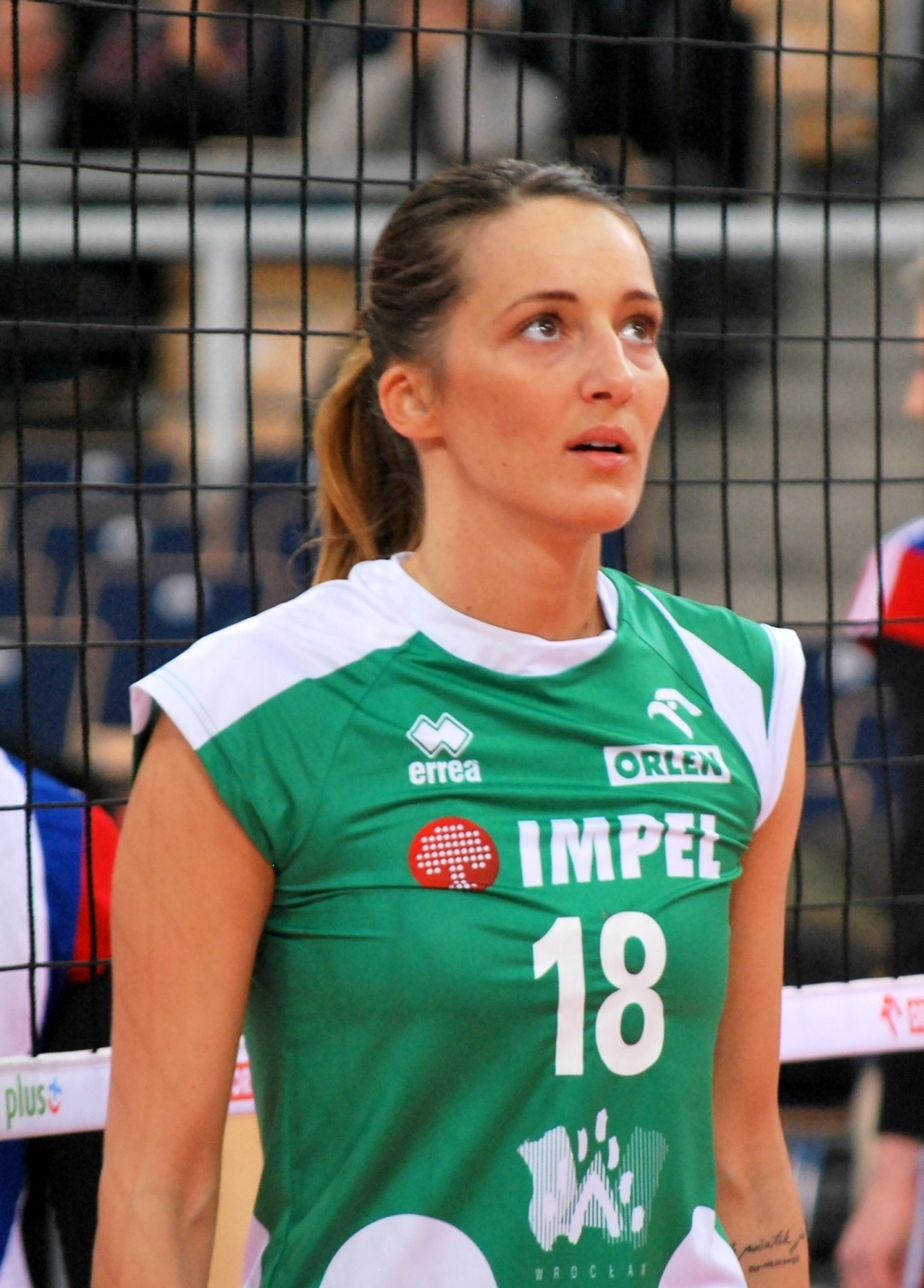
Мая Огненович
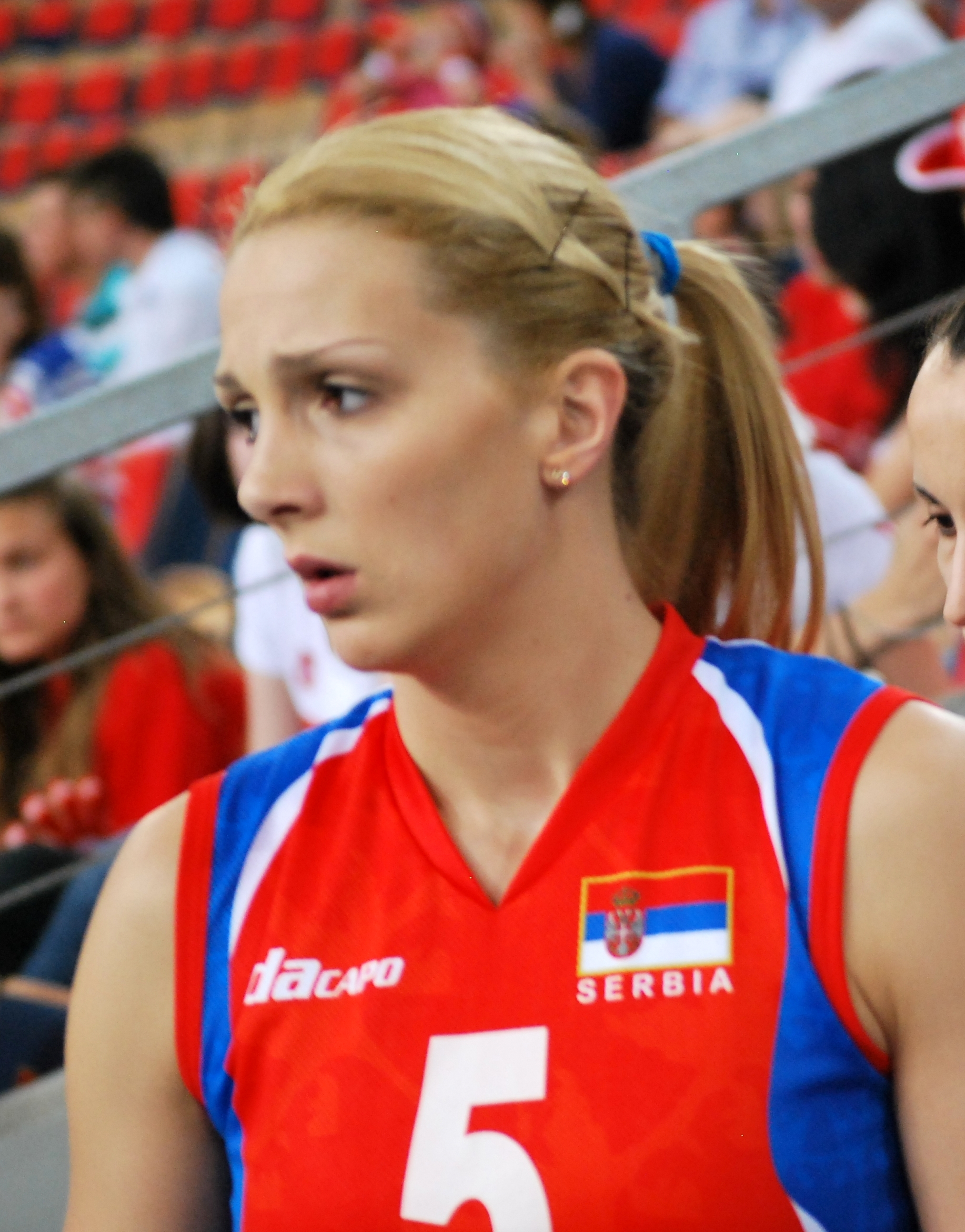
Наташа Крсманович
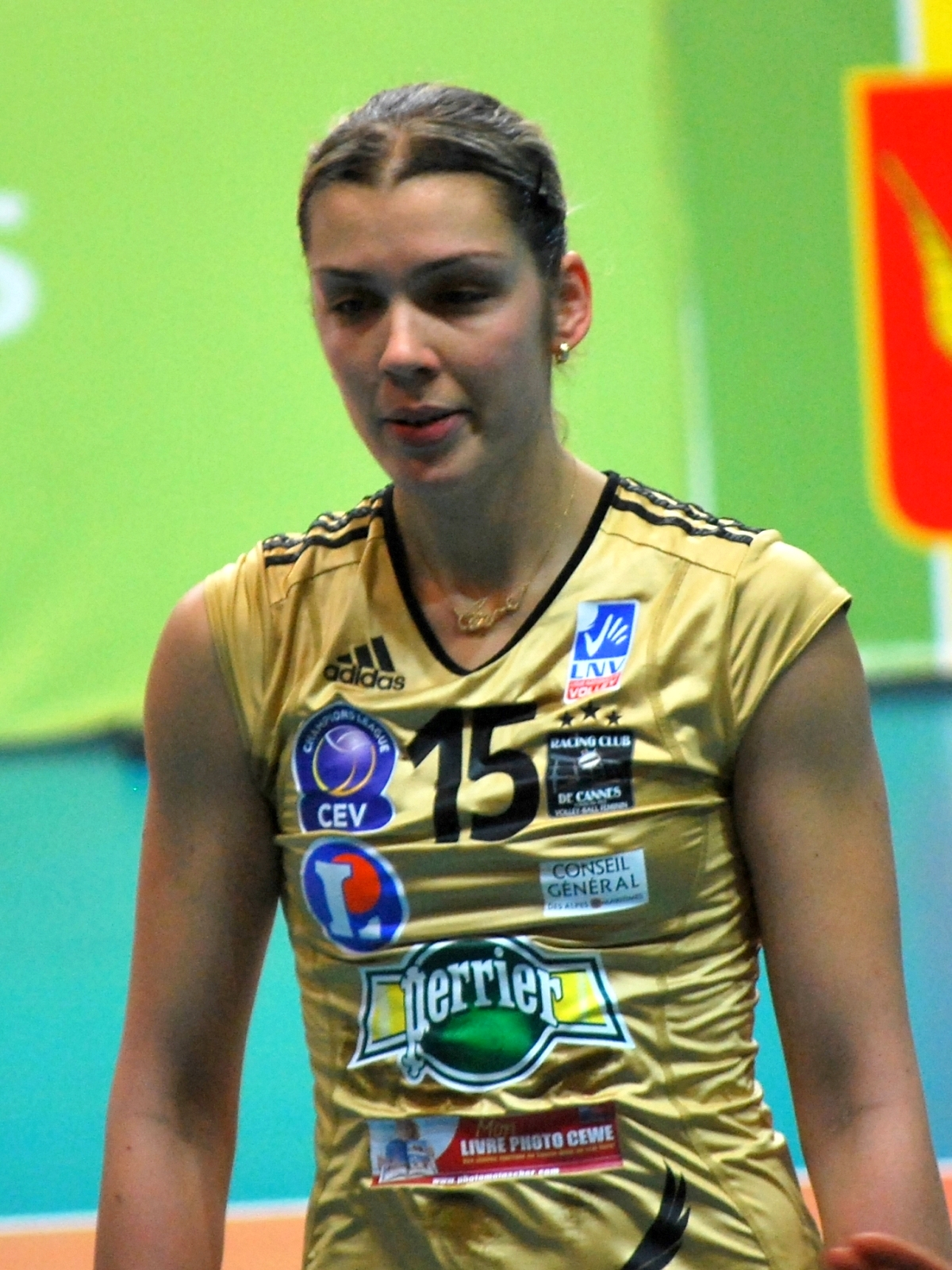
Аня Спасоевич
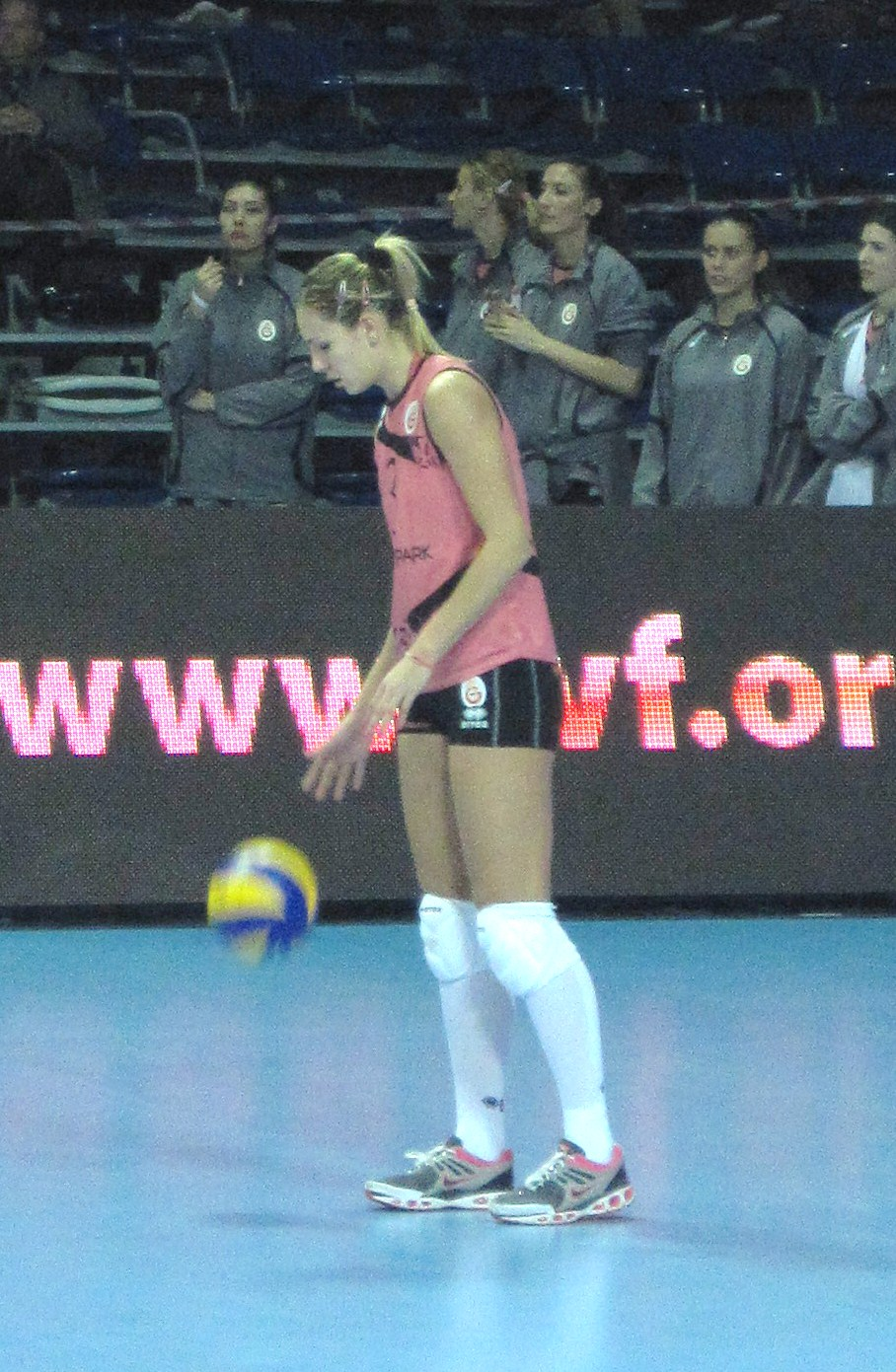
Ивана Джерисило
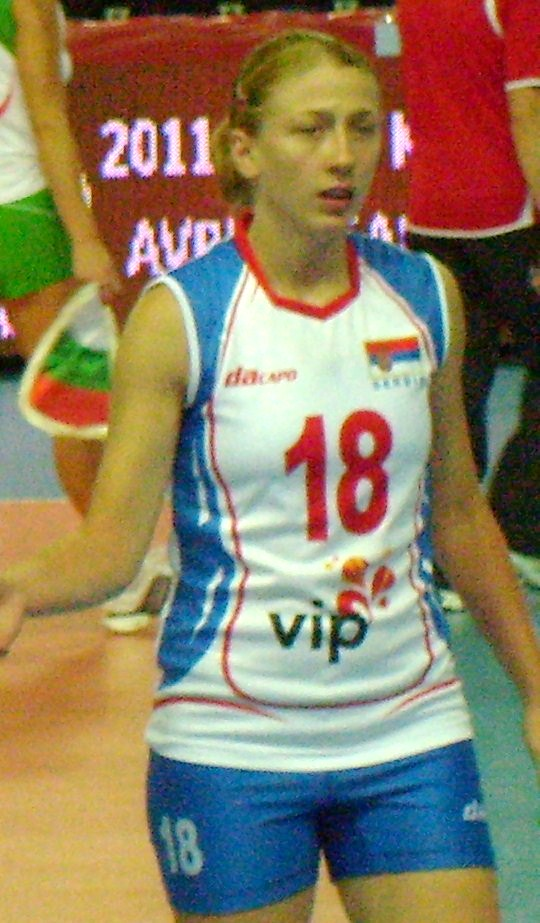
Сузана Чебич
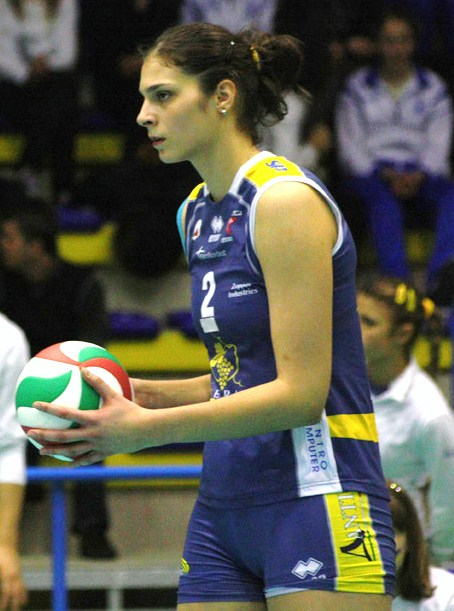
Йована Бракочевич
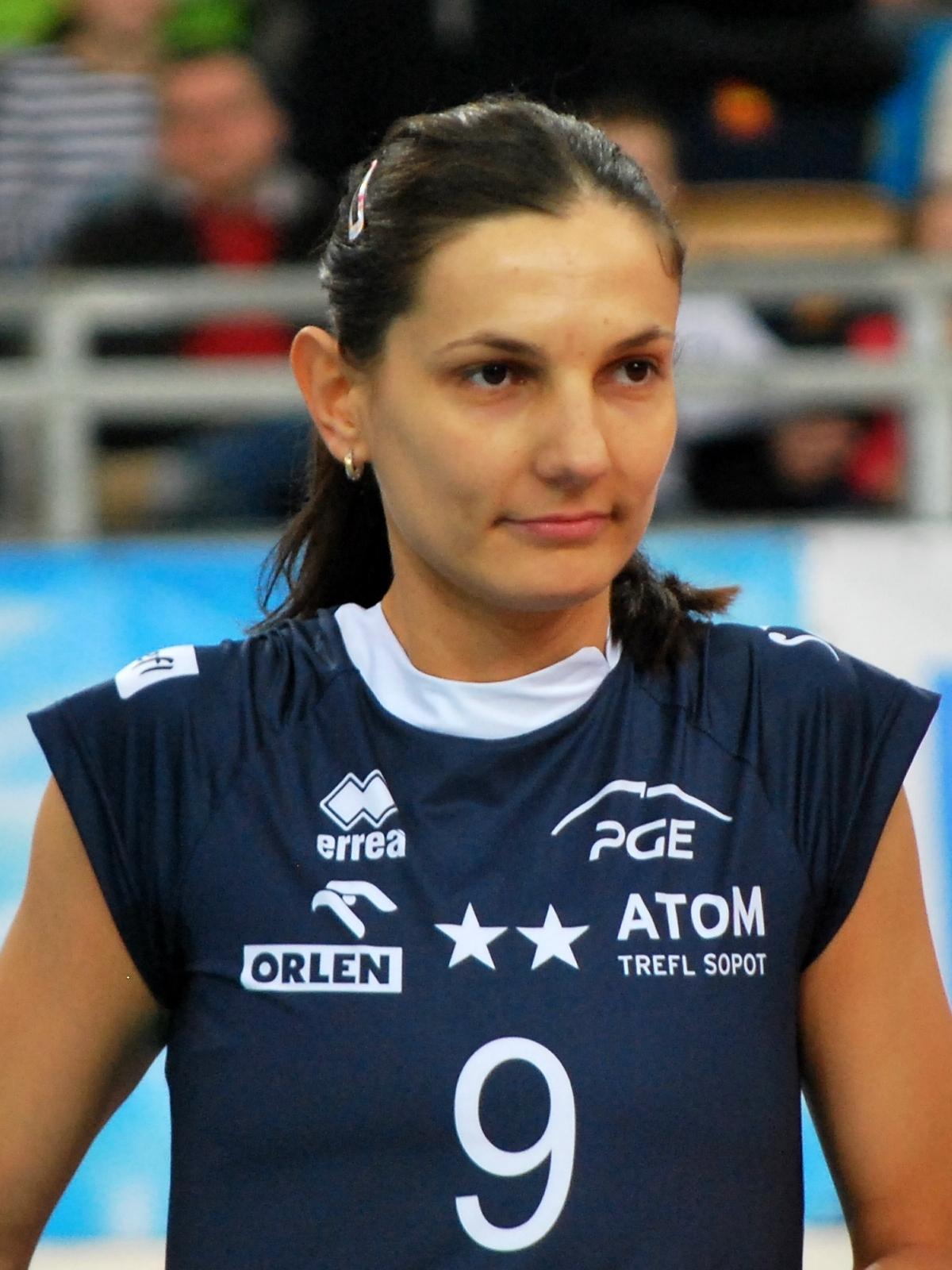
Брижитка Молнар
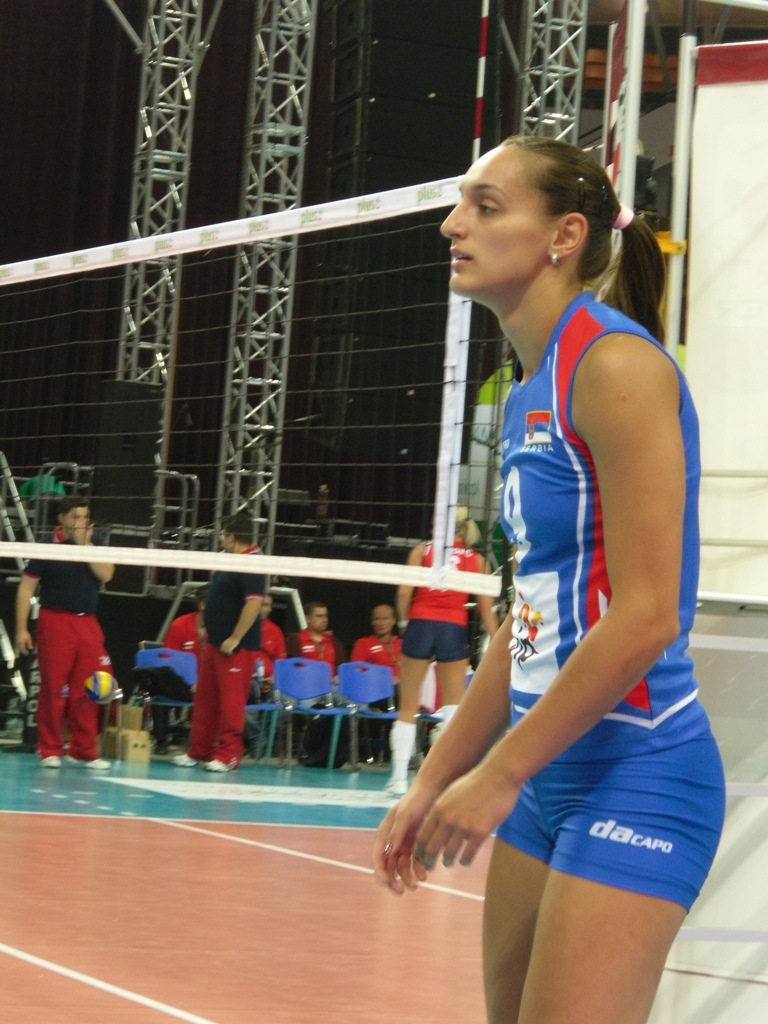
Йована Весович
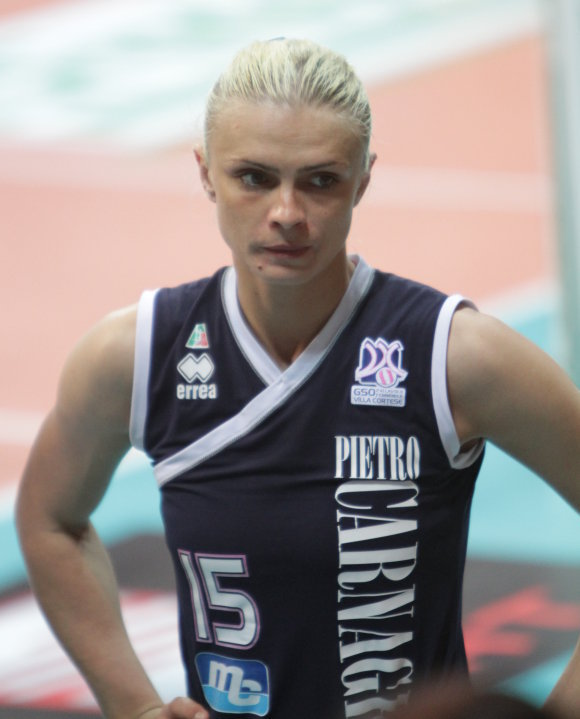
Весна Читакович